# Legio XXII Deiotariana
Legio XXII Deiotariana (voluit legio vigésima secunda) was een Romeins legioen, waarschijnlijk opgericht rond 48 v.Chr. door de Galatische koning Deiotarus.

## Geschiedenis

### Deiotarus
Deiotarus was de koning van de Tolistobogii, een van de Keltische stammen in Anatolië (Turkije) die samen de Galaten worden genoemd. In 63 v.Chr. verbond Deiotarus zich met de Romeinse veldheer Pompeius, die hem benoemde tot koning der Galaten. In 48 v.Chr. richtte hij met Romeinse hulp het legioen Deiotariana op om met de Romeinen tegen Mithridates VI van Pontus te strijden. Het legioen had 30 cohorten met in totaal 12.000 soldaten en 2.000 ruiters, ruwweg driemaal zo groot als een standaardlegioen. Na een zware nederlaag tegen Pharnaces II van Pontus bij Nicopolis werd met de resterende soldaten een legioen van standaardformaat samengesteld.
In 47 v.Chr. vocht het legioen onder Julius Caesar in de Slag bij Zela. Caesar won en sprak terug in Rome in de Romeinse Senaat de beroemde woorden: "Veni, vidi, vici" (Ik kwam, ik zag en ik overwon).

### Het 22e legioen
Nadat in 25 v.Chr. het koninkrijk Galatië werd ingelijfd in het Romeinse Rijk, werd het legioen door Marcus Lollius, de eerste gouverneur (legatus legionis) van de provincie Galatia, omgezet in een officieel Romeins legioen. Omdat het Rijk destijds 21 legioenen had, werd het legioen Legio XXII Deiotariana (22e legioen van Deiotarus) genoemd. Het legioen werd gestationeerd in Nicopolis, maar werd al snel overgeplaatst naar Alexandrië in de Romeinse provincie Alexandria et Aegyptus. In Alexandrië bevond zich ook het 3e legioen Cyrenaica. In 26 v.Chr. werd onder Aelius Gallus, de bestuurder (Praefectus Alexandreae et Aegypti) van de provincie, begonnen met campagnes in Arabia Felix en Koesj. Binnen een jaar moesten de Romeinen de campagne door gebrek aan voedsel en epidemieën afbreken en in 23 v.Chr. gingen de Koesjieten in de tegenaanval. De nieuwe provinciebestuurder Publius Petronius wist met versterkingen de aanval af te slaan en trok Koesj binnen. In 22 v.Chr. werd de Koesjitische hoofdstad Napata geplunderd. In de jaren daarna was het rustig in Egypte en werden de legioenen aan het werk gezet in de mijnbouw en bij het aanleggen van versterkingen, gebouwen en openbare voorzieningen.

### Eerste eeuw
Ten tijde van keizer Nero vocht het 22e legioen tussen 55 en 63 onder Gnaius Domitius Corbulo tegen de Parthen, die het koninkrijk Armenië waren binnengevallen. Armenië was een bondgenoot van het Romeinse Rijk. In 60 werd Armenië veroverd, maar twee jaar later werd het weer verloren. Daarop werden meerdere legioenen naar Corbulo gestuurd en in 63 trokken het 3e, 5e, 10e en 15e samen met het 22e legioen het Rijk der Parthen binnen, waarop de Parthische koning Vologases I gedwongen was Armenië op te geven.
In 66 moordden Zeloten het Romeinse garnizoen in Jeruzalem uit (Joodse oorlog). Nero stuurde generaal Vespasianus naar Caesarea met het 5e, 10e en 15e legioen, en een detachement (vexillatio) van het 22e legioen, met de hulptroepen (auxilia) in totaal ongeveer 60.000 soldaten. In 68 had hij Galilea en de kuststrook onder controle: de opstandelingen verschansten zich in Jeruzalem, waar in een korte burgeroorlog alle joden die wilden onderhandelen met de Romeinen werden vermoord door de Zeloten. Ondertussen was Nero gestorven en Vespasianus door zijn soldaten tot de nieuwe keizer uitgeroepen. Vespasianus vertrok naar Rome om de troon op te eisen en liet het verder neerslaan van het verzet over aan zijn zoon Titus. Deze begon onmiddellijk met de belegering van Jeruzalem. Op 29/30 augustus van het jaar 70 werd Jeruzalem veroverd. Dit wordt nog steeds door de joden herdacht op Tisja be'Aaw. De hele stad werd in de as gelegd: hierbij kwamen naar schatting 100.000 mensen om het leven. Het totale aantal slachtoffers van de Joodse oorlog wordt geschat op ongeveer 1.000.000 doden.

### Einde van het legioen
De laatste schriftelijke vermelding van het legioen is uit 119 of 123. In een legioenenlijst uit 145 wordt het legioen niet vermeld. Men vermoedt dat het 22e legioen tijdens de opstand van de Joodse verzetsstrijder Sjimon bar Kochba (132-135) werd vernietigd.